# Murine (Umag)
Murine (olaszul: Morno) falu Horvátországban, Isztria megyében. Közigazgatásilag Umaghoz tartozik.

## Fekvése
Az Isztria északnyugati részén, Umagtól 1 km-re északkeletre fekszik.

## Története
A falunak 1880-ban 128, 1910-ben 384 lakosa volt. Az első világháború után a rapallói szerződés értelmében Isztria az Olasz Királysághoz került. 1943-ban az olasz kapitulációt követően német megszállás alá került, mely 1945-ig tartott. A második világháború után a párizsi békeszerződés értelmében Jugoszlávia része lett, de 1954-ig különleges igazgatási területként átmenetileg a Trieszti B zónához tartozott és csak ezután lépett érvénybe a jugoszláv polgári közigazgatás. A település Jugoszlávia felbomlása után 1991-ben a független Horvátország része lett. 2011-ben 920 lakosa volt. Lakói főként a turizmussal és vendéglátással foglalkoznak, de sokan foglalkoznak mezőgazdasággal is.

## Nevezetességei
A Fájdalmas Istenanya tiszteletére szentelt temploma (Crkva Majke Božje Žalosne) és pasztorális központja 1992 és 1994 között épült a neves horvát építész Eligio Legović tervei szerint. Az umagi plébánia legmodernebb templomát 1994. május 29-én szentelték fel. A Fájdalmas Istenanyát ábrázoló oltárképe kerámiából készült. A templomnak érdekes előtörténete van. A 14. században az umagi városfalakon belül állt egy Szent Jakab és Bertalan apostolok tiszteletére szentelt templom, melyet később egyszerűen Szent Jakab ispotálynak neveztek. A templom a Szent Jakab Testvériség gondozásában állt, majd 1343-ban felügyeletét Mária szolgálóinak rendjére bízták. 1573-ban a templomban új kápolnát szenteltek fel, melyben a Fájdalmas Istenanya oltárát helyezték el. A templomot is a Fájdalmas Istenanya tiszteletére szentelték. A 18. században azonban a templomot fenntartó rend egyre szegényebb lett és 1770-ben az egyháznak adta át. 1908-ban a templomot restaurálták és 1928-ban harangtornyot is építettek hozzá. Még ebben az évben megújult a sekrestye, majd 1949-ben a tető, 1951-ben pedig új kórus épült. 1954. május 12-én azonban a kommunista hatóságok városfejlesztési okokra hivatkozva lebontották. A Fájdalmas Istenanya szobrát a hívek könnyes szemekkel körmenetben vitték át a plébániatemplomba. A hatóságok ugyan megígérték, hogy a régi helyett új templomot építenek, de ezt az ígéretet négy évtized alatt sem váltották be. Végül az új templomot a kommunizmus bukása után építették fel, de nem a városban, hanem tőle egy kilométerre Murine területén.

## Lakosság
| Lakosság változása | Lakosság változása | Lakosság változása | Lakosság változása | Lakosság változása | Lakosság változása | Lakosság változása | Lakosság változása | Lakosság változása | Lakosság változása | Lakosság változása | Lakosság változása | Lakosság változása | Lakosság változása | Lakosság változása | Lakosság változása |
| ------------------ | ------------------ | ------------------ | ------------------ | ------------------ | ------------------ | ------------------ | ------------------ | ------------------ | ------------------ | ------------------ | ------------------ | ------------------ | ------------------ | ------------------ | ------------------ |
| 1857               | 1869               | 1880               | 1890               | 1900               | 1910               | 1921               | 1931               | 1948               | 1953               | 1961               | 1971               | 1981               | 1991               | 2001               | 2011               |
| 0                  | 0                  | 128                | 322                | 314                | 384                | 0                  | 0                  | 445                | 321                | 328                | 307                | 266                | 544                | 630                | 920                |